# Chris-Ebou Ndow
Chris-Ebou Ndow (Stavanger, 10 dicembre 1993) è un cestista norvegese.

## Carriera

### Club
Dopo gli esordi nella Basketball Ligaen Norge con le maglie degli Ulriken Eagles e del Froya Basket e un breve passaggio nella ProA tedesca con l'Oettinger Rockets Gotha, frequenta dal 2014 al 2018 la Northwest Missouri State University in NCAA Division II. Terminati gli studi torna in Europa, dapprima di nuovo in Norvegia con Koningsberg, con cui vince il campionato, poi in Francia (Denain e Boulazac) e infine in Spagna (Coruña). Nell'estate del 2022 firma nei Paesi Bassi con gli Heroes Den Bosch, con i quali gioca anche in FIBA Europe Cup. Il 17 settembre nella finale di Supercoppa BNXT 2022 persa contro Ostenda segna 26 punti.

### Nazionale
Ha partecipato agli Europei di categoria in Division B con l'Under-18 e alle Universiadi di Taipei del 2017 con la nazionale maggiore.

## Statistiche
| † | Denota le stagioni in cui ha vinto il titolo |

### NCAA Division II
| Anno       | Squadra       | PG | PT | MP   | TC%  | 3P%  | TL%  | RP  | AP  | PRP | SP  | PP   |
| ---------- | ------------- | -- | -- | ---- | ---- | ---- | ---- | --- | --- | --- | --- | ---- |
| 2014-2015  | NMSU Bearcats | -  | -  | -    | -    | -    | -    | -   | -   | -   | -   | -    |
| 2015-2016  | NMSU Bearcats | 33 | 29 | 25,6 | 46,3 | 34,0 | 72,7 | 6,3 | 1,0 | 0,7 | 0,5 | 9,7  |
| 2016-2017† | NMSU Bearcats | 33 | 32 | 28,8 | 47,6 | 32,4 | 69,4 | 6,7 | 1,0 | 0,9 | 0,3 | 12,5 |
| 2017-2018  | NMSU Bearcats | 29 | 28 | 30,4 | 49,6 | 44,9 | 71,6 | 7,7 | 1,3 | 1,0 | 0,3 | 13,8 |
| Carriera   | Carriera      | 95 | 89 | 28,2 | 47,8 | 37,5 | 71,1 | 6,9 | 1,1 | 0,9 | 0,4 | 11,9 |

## Palmarès

### Squadra
- Campionato norvegese: 2

Frøya: 2011-12
Kongsberg Miners: 2018-19
- NCAA Division II: 1

Northwest Missouri State University: 2017
- Supercoppa d'Olanda: 1

Heroes Den Bosch: 2022